# Mikroregion Rio do Sul

Mikroregion Rio do Sul

Mikroregion Rio do Sul – mikroregion w brazylijskim stanie Santa Catarina należący do mezoregionu Vale do Itajaí. Ma powierzchnię 5.635,8 km²

## Gminy
- Agrolândia
- Agronômica
- Aurora
- Braço do Trombudo
- Dona Emma
- Ibirama
- José Boiteux
- Laurentino
- Lontras
- Mirim Doce
- Pouso Redondo
- Presidente Getúlio
- Presidente Nereu
- Rio do Campo
- Rio do Oeste
- Rio do Sul
- Salete
- Taió
- Trombudo Central
- Vitor Meireles
- Witmarsum